# Уайт, Стэнфорд
Стэнфорд Уайт (англ. Stanford White; 9 ноября 1853, Нью-Йорк — 25 июня 1906, Нью-Йорк) — американский архитектор.
В 1879 году вместе с Чарльзом Фолленом Маккимом и Уильямом Ратерфордом Мидом основал фирму «Макким, Мид энд Уайт», ставшую самой влиятельной архитектурной фирмой на рубеже XIX и XX веков в США. Уайт был приверженцем стиля бозар, проектировал как частные дома для элиты, так и общественные, образовательные и религиозные здания. Наиболее известные проекты Уайта — арка Вашингтона и второй Мэдисон-сквер-гарден.

## Биография
Стэнфорд Уайт родился в семье известного юриста, журналиста и исследователя творчества Шекспира Ричарда Гранта Уайта. Стэнфорд получил блестящее образование — учился в частных школах, занимался с репетиторами, окончил Нью-Йоркский университет. После окончания университета Уайт работал в архитектурных фирмах Чарльза Гэмбрилла и Генри Гобсона Ричардсона, в качестве ведущего ассистента Ричардсона он помогал ему в работе над церковью Троицы в Бостоне.
В 1878—1880-х годах Уайт путешествовал по Европе, изучал местную архитектуру. Вернувшись в США, он вместе Чарльзом Маккимом и Уильямом Мидом основал архитектурную фирму «Макким, Мид энд Уайт». В конце XIX века Уайт принимал участие в проектировании множества зданий на Восточном побережье, в основном в Нью-Йорке. Он состоял во многих элитных клубах и художественных обществах.
В 1884 году Уайт женился на Бесси Смит, у них родился сын Лоуренс Грант Уайт.
В 1906 году во время музыкального представления на крыше Мэдисон-сквер-гарден, проектированием которого занимался Уайт, его застрелил миллионер Гарри Тоу. Причиной убийства был роман Уайта с женой Тоу, молодой актрисой и натурщицей Эвелин Несбит. Это убийство широко освещалось в прессе, судебный процесс над Тоу газетчики окрестили «Судом столетия». Благодаря своему богатству и связям Тоу удалось избежать тюрьмы, он был признан невменяемым в момент убийства, был помещён в психиатрическую лечебницу и уже в 1913 году вышел на свободу.

## Работы

Арка Вашингтона (1889)
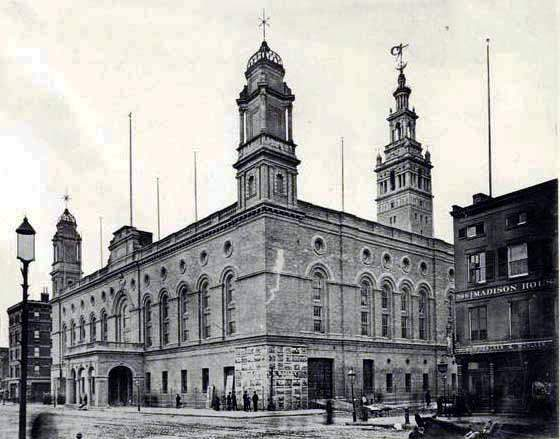
Второй Мэдисон-сквер-гарден (1890)
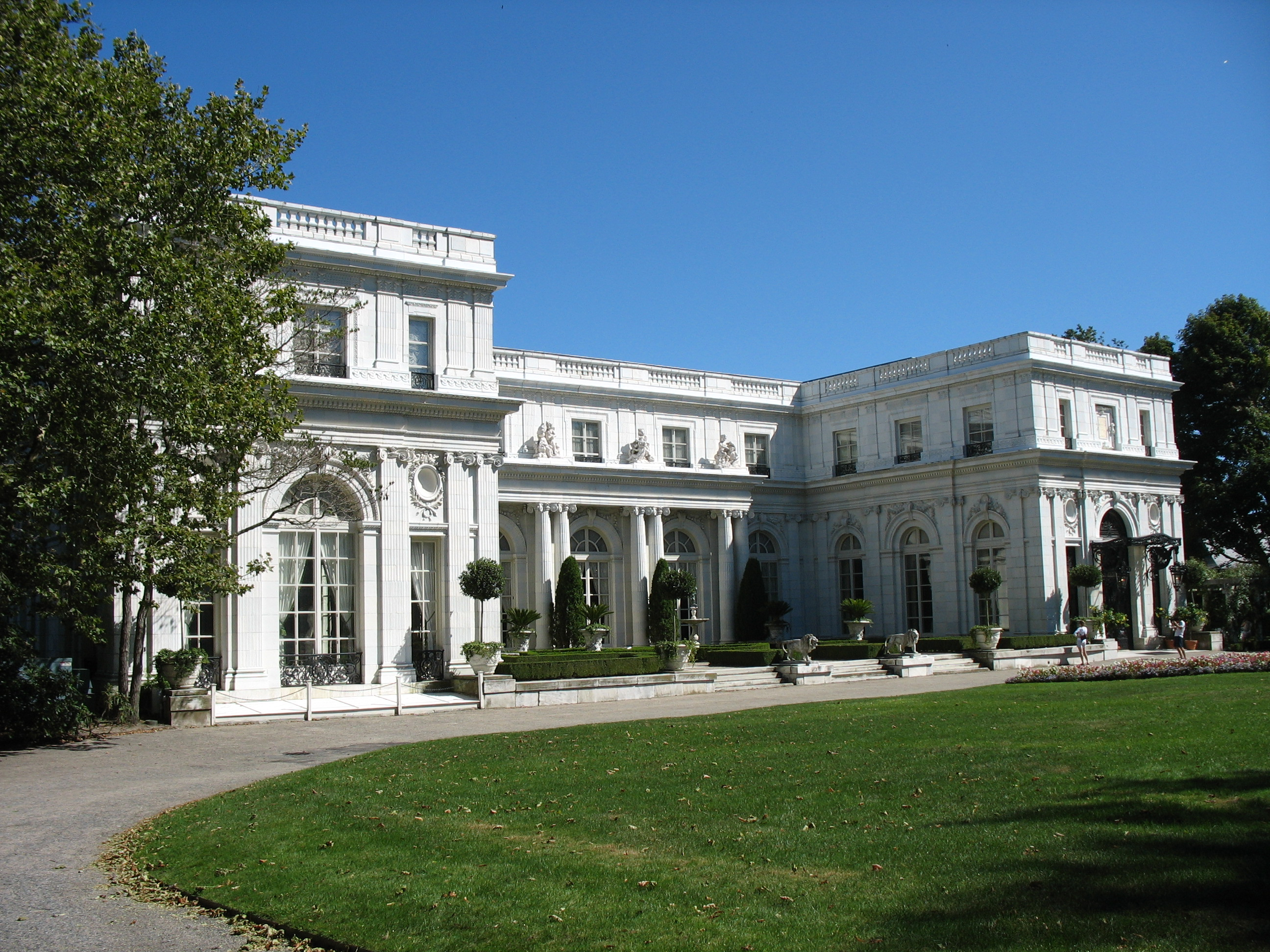
Поместье Роузклифф в Ньюпорте (1902)